# Bibio dacunhai
Bibio dacunhai är en tvåvingeart som beskrevs av Hardy 1981. Bibio dacunhai ingår i släktet Bibio och familjen hårmyggor. Inga underarter finns listade i Catalogue of Life.